# Ernst Cramer (Gartenarchitekt)
Ernst Friedrich Cramer (* 7. Dezember 1898 in Zürich; † 7. September 1980 in Rüschlikon) war ein Schweizer Gartenarchitekt.

## Leben
Nach der Lehre als Gärtner in Zürich unter der Leitung des Gartenarchitekten Gustav Ammann sowie nach den Lehr- und Wanderjahren in der Schweiz, in Deutschland und Frankreich zwischen 1918 und 1922 besuchte Cramer die Gartenbauschule in Oeschberg in der Schweiz bis 1923. 1929 gründete Cramer sein erstes eigenes Büro für Gartengestaltung in Zürich und begann mit der Lehrtätigkeit an Fachschulen für Gärtner. Von 1944 bis zu seinem Tode war der Gartenarchitekt Mitglied im Schweizerischen Werkbund (SWB) in Zürich. In den Nachkriegsjahren war Ernst Carmer an den Reformbestrebungen des Werkbundes beteiligt, geprägt durch Initiativen wie "Die Gute Form" des Züricher Künstlers Max Bill, ebenfalls Mitglied im SWB. Dieser Einfluss, seine Beteiligung als Landschaftsarchitekt an der Internationalen Bauausstellung Interbau Berlin 1957 sowie seine Studienreisen nach Brasilia in den 1960er Jahren prägten sein weiteres Schaffen. Zwischen 1972 und 1980 unterrichtete er am Athenaeum Ecole d’Architecture in Lausanne im Fach Gartenarchitektur. Cramer realisierte zahlreiche Projekte, darunter Gärten, Parks und Plätze in der Schweiz, in Deutschland und Italien. Ab 1950, nach Jahren der traditionellen Gartengestaltung, entwickelte er eine für damalige Zeit ungewöhnliche, minimalistische, architektonische Landschaftsarchitektur mit skulpturalem Charakter.
Der Garten des Poeten, temporär entstanden 1959 auf der G59, der ersten Schweizerischen Gartenbau-Ausstellung mit archaisch anmutenden Rasenpyramiden, Erdkegeln, einem architektonisch gestalteten Wasserbecken und der modernen Skulptur Schlanke Aggression von Bernhard Luginbühl gilt international als eines der ersten Werke der Gartenarchitektur des 20. Jahrhunderts, das etwa zehn Jahre vor der amerikanischen Land Art die Grenze zwischen Landschaftsarchitektur und bildender Kunst in Frage stellte. Das Museum of Modern Art in New York würdigte dieses Werk 1964 als eine Ikone moderner Gartenarchitektur. Eine Teilrekonstruktion des temporären Garten des Poeten mit drei großen Rasenpyramiden befindet sich seit Ende 2003 an der Leibniz Universität Hannover vor dem Institut für Landschaftsarchitektur.

## Würdigung
Seit den 1980er-Jahren werden die abstrakten Werke von Ernst Cramer in der internationalen Landschaftsarchitektur wiederentdeckt und gelten seither als Inspirationsquelle für künstlerisch geprägte Gestaltungsansätze. Im Rahmen einer landschaftsarchitektonischen Forschungsarbeit am Departement Architektur der ETH Zürich wurde in den Jahren 1997 bis 2002 der Nachlass des Gartenarchitekten in Zusammenarbeit mit dem Archiv für Schweizer Landschaftsarchitektur in Rapperswil SG inventarisiert und wissenschaftlich ausgewertet. Die Forschungsergebnisse sind in der Publikation Visionäre Gärten. Die modernen Landschaften von Ernst Cramer von Udo Weilacher umfassend dokumentiert und belegen unter anderem den prägenden Einfluss, den die gestalterische Haltung von Ernst Cramer auf die moderne Landschaftsarchitektur in der Schweiz hatte. „Planung aus der Sicht der Menschen. Ordnung in der Vielseitigkeit. Rückkehr zur Einfachheit. Schritthalten mit der modernen Architektur und Kunst.“ benannte Ernst Cramer 1967 in einem öffentlichen Vortrag als die Grundprinzipien seiner Arbeit. Der renommierte Schweizer Landschaftsarchitekt Dieter Kienast bezeichnete diese Grundprinzipien in Cramers Arbeiten sowie dessen prägnante gestalterische Haltung als zeitlos und ließ sich in seinen Arbeiten der achtziger und neunziger Jahre des zwanzigsten Jahrhunderts von diesen Prinzipien inspirieren.

## Werke

Rekonstruierte Rasenpyramiden an der Leibniz Universität Hannover

- Berlin, Internationale Bauausstellung Interbau 57, Hansaviertel (Gärten) 1957
- Menzingen, Lehrerinnenseminar Bernarda 1958 (heute: Kantonsschule Menzingen)[7]
- Theatergarten, IGA Hamburg (Wallanlagen) 1963
- Winterthur, Außenanlagen Sulzer-Hochhaus 1966[8]
- Aarau, Stadtplatz 1969
- bei Basel, Bruderholzspital 1973
- Winterthur, Technikum 1974
- Italien, Soldatenfriedhof am Passo la Futa (1969) mit Dieter Oesterlen und Walter Rossow
- Sisseln, Roche AG 1975
- Vaduz, Postplatz 1979